# Aspidistra lutea
Aspidistra lutea är en sparrisväxtart som beskrevs av Tillich. Aspidistra lutea ingår i släktet Aspidistra och familjen sparrisväxter. Inga underarter finns listade i Catalogue of Life.